# Adhir Kalyan
Adhir Kalyan (født 4. august 1983) er en sydafrikansk skuespiller.

## Tidlige år
Adhir blev født i Durban, Sydafrika. Hans mor, Santosh Vinita "Sandy" Kalyan, er medlem af parlamentet South African National Assembly, hvor hun repræsenterer Demokratisk Alliance.
Forud for at flytte til udlandet, har han medvirket i en række produktioner i Sydafrika, herunder teater-tilpasninger af Charles Dickens ' Oliver Twist og A Christmas Carol, en tilpasning af Salman Rushdie's The Ground Beneath Her Feet, og det klassiske Shakespeare-stykke Macbeth.

## Karriere
I 2005 flyttede Adhir til London for at forfølge sin skuespillerkarriere, hvor han fik roller i BBC-serien Holby City (serie 8)
Adhir har også medvirket i en række independantfilm. Adhir medvirkede i den kortlivede amerikanske CW Television Network sitcom, Aliens i Amerika, som en udenlandsk udvekslingsstudent fra Pakistan, der lever med en Wisconsin-familie.
I 2009 optrådte Kalyan i filmene Paul Blart: Mall Cop som Pahud, en teenager, der beundrede sin kæreste og i l Up in Air som en fyret medarbejder, i cheerleaderkomedieen, Fired Up, og i 2010-filmen Youth in Revolt.

## Filmography
- 2008 Paul Blart: Mall Cop
- 2009 Fired Up
- 2009 Up in the Air
- 2010 Youth in Revolt
- 2010 High School